# Diskografie Dino Merlina
Diskografie Dino Merlina, předního bosenskohercegovského zpěváka, skladatele, hudebníka a producenta, se skládá z 11 studiových alb, 2 koncertních alb, 7 kompilačních alb, 6 singlů a 2 DVD.

## Studiová alba

### se skupinou Merlin
- 1985: Kokuzna vremena
- 1986: Teško meni sa tobom (a još teže bez tebe)
- 1987: Merlin
- 1989: Nešto lijepo treba da se desi
- 1990: Peta strana svijeta

### sólová alba
- 1993: Moja bogda sna[1]
- 1995: Fotografija
- 2000: Sredinom
- 2004: Burek
- 2008: Ispočetka
- 2014: Hotel Nacional[2]

## Koncertní alba
- Live: Vječna vatra (1999)
- Live Koševo 2004 (2005)

## Kompilační alba
- 1990: Merlin – se skupinou Merlin
- 1995: Balade – se skupinou Merlin
- 1995: Rest of the Best – se skupinou Merlin
- 1995: Najljepše pjesme – se skupinou Merlin
- 2001: The Best of Dino Merlin
- 2006: The Platinum Collection
- 2009: The Ultimate Collection

## Singly
- 2007: Otkrit ću ti tajnu
- 2008: Dabogda
- 2008: Da šutiš (Indigo)
- 2008: Deset mlađa
- 2009: Nedostaješ
- 2011: Love in Rewind

## Písně produkované Dino Merlinem
| Rok  | Píseň                                                        | Umělec         | Album                        |
| ---- | ------------------------------------------------------------ | -------------- | ---------------------------- |
| 1989 | Jablane                                                      | Lepa Brena     | Četiri godine                |
| 1990 | Sto života                                                   | Vesna Zmijanac | Svatovi                      |
| 1993 | Sva bol svijeta                                              | Fazla          | Eurovision Song Contest 1993 |
| 2006 | Idealno loša, Lepi grome moj, Čudo, Viski, Beograd, Zaboravi | Ceca           | Idealno loša                 |
| 2001 | Predaleko                                                    | Ivana Banfić   | Ona zna                      |
| 2001 | Ja nikad neću znati                                          | Ivana Banfić   | Ona zna                      |
| 2001 | Sretan ti stoti rođendan*                                    | Ivana Banfić   | Ona zna                      |
| 2002 | Tačka                                                        | Emina Jahović  | Osmi dan                     |
| 2009 | Zvijer                                                       | Emina Jahović  | Vila                         |
| 2009 | Sreća                                                        | Hari Mata Hari | Sreća                        |
| 2009 | U znaku djevice                                              | Hari Mata Hari | Sreća                        |
| 2010 | Adı İntikamdı                                                | Mustafa Sandal | Karizma                      |